# Kangal
A kangal a Nemzetközi Kinológiai Szövetség által elismert török pásztorkutyafajta. Törökországból tilos kivinni, mivel "természet védelem" alatt áll; mégis gyakran találkozni importkutyákkal, amelyeket aztán külföldön tenyésztenek. Előfordulnak keverék egyedek is Európában. Mivel tilos kivinni az anyaországból, már eleve Törökországból sok nagyon hasonló keverék lépi át a határt, amit aztán a jóhiszemű vevő Kangalként tenyészt tovább.
A következő egyéb neveken is ismert: Kangal Dog, Kangal Çoban Köpegi, Kangal Shepherd Dog, Sivas Kangal, Turkish Kangal.

## Származása és története
Törökországban csak ez a kutya érte el az elismert fajta rangját. Sivas térségben főként hagyományos állattartással foglalkozók foglalkoznak a fajtával, és tenyészetek is létesültek. Világszerte ismert és elismert mint ősi funkciójára – a nyáj ragadozóktól való védelmére – alkalmazható hagyományos pásztorkutya fajta. A pásztorok rideg tartására jellemzően a fajta nagyon egészséges maradt. 

## Külleme
Színe bézs, vagy ordasba hajló, fekete maszkkal. Nem lehet foltos, vagy teljesen fekete színű. Erőteljes fej, leginkább atletikus testfelépítés jellemzi. Mint ahogy ez több fajtánál megfigyelhető, erős feltételezés, hogy a Kangal esetében is elszigetelődve alakultak ki csoportok. Ezért megfigyelhetünk robusztusabb és atletikusabb felépítésü egyedeket. A fülét hazájában teljesen kurtítják. Ez a legtöbb országban tilos. Teste hosszúkás, de sohasem nyurga. Teste izmos, nyaka kifejezetten erős. Nyaki bőre hatalmas a ragadozók elleni védelem miatt. Kifejezetten nagy harapó izmok a fejtetőn és alul is. Erőteljes állkapocs. Lábai vastagok, erőteljesek. Farka vége kötelezően felfelé kunkorodik. 

## Jelleme
Tradicionális nyájőrző fajtaként meglehetősen önálló, ugyanakkor megfelelő bánásmóddal jól nevelhető, intelligens fajta. Bizalmatlan, távolságtartó az idegenekkel, sőt erős agresszió is jellemző lehet. Domináns, verekedős viselkedésre hajlamos idegen kutyákkal. Árad belőle a nemesség és őserő, amit idegen kutya láttán, hátára kunkorodó farkával jelez is. Mégis rendkívüli falkaösztönnel rendelkezik,  amelyhez a gazda és családja is hozzátartozik. A falkatagokkal szinte békés és óvatos.

## Adatok
- Marmagasság: 74–81 cm (kanok), 71–79 cm (szukák)
- Testtömeg: 50-65 (kanok), 40–55 kg (szuka)
- Várható élettartam: 12-14 év